# Yujiulü Mugulü
Yujiulü Mugulü (chinesisch 郁久閭木骨閭, Pinyin Yùjiǔlǘ Mùgǔlǘ), auch genannt Yuğlu-yuy, Mukhur, Kur oder Kurt, war der erste Herrscher der Rouraner. Sein Geburtsname ist nicht bekannt. Nach seinem Tod bestieg sein Sohn Yujiulü Cheluhui den Thron.

## Leben
Der Name Mugulüs bezieht sich auf eine Legende über seine Gefangennahme. Demnach hatte ihn ein Xianbei-Mann entführt. Weil er kahl und nackt war, nannte ihn der Entführer Mùgǔlǘ, was in der Sprache Siambi (Xianbei) kahl oder nackt bedeutet. Mùgǔlǘ(木 骨 閭) und Yùjiǔlǘ (郁 久 閭) sind Namen, die ähnlich klingen. Beide haben das gleiche Endelement lǘ (閭). Davon leitet sich der Name der Nachkommen ab: Es entstand der Yùjiǔlǘ-Clan. In freier Übersetzung kann Mùgǔlǘ „Holzknochen Lü“ bedeuten. Daher wird vermutet , dass sein Name wahrscheinlich Lü war.

### Jugend, Sklaverei und Flucht
Chinesischen Quellen zufolge war Yùjiǔlǘ Mùgǔlǘ ein Sklave unbekannter Herkunft. Nach der Geschichte des Bundesstaates Nördliches Wei wurde er während der Regierungszeit von Häuptling Liwei (220–277) des Tuoba-Clans gefangen genommen und versklavt.
Nachdem er das Erwachsenenalter erreicht hatte, wurde er freigelassen. Er wurde  Krieger in der Xianbei-Kavallerie unter der Führung von Tuoba Yilu (308–316) und wurde wegen Nichterfüllung eines (verspäteten) Befehls zum Tode verurteilt. Er konnte entkommen, floh durch die Wüste Gobi in die Berge im Guangmu Canyon. Dort traf er auf eine Gruppe von hundert Flüchtlingen und schloss sich dem Stamm an, der in der Regierungszeit seines Sohnes als Ruru bekannt wurde. Nach seinem Tod wurde sein Sohn Yujiulü Cheluhui zu seinem Erben und Nachfolger.

### Gründung des Rouran-Stammes und -Vermächtnisses
Da sein Sohn Yujiulü Cheluhui ein starker und mutiger Krieger war, trat er ein und wurde Soldat. Diese Periode scheint um 330 zu sein. Seine Nachkommen vermehrten sich und gründeten die Yùjiǔlǘ-Dynastie. Später verwandelte sein Nachkomme Yujiulü Shelun seinen Stamm in ein riesiges Nomadenreich, das bis 555 bestand und von den Gokturken erobert wurde.
Als Cheluhui den Thron bestieg, vereinigte er den Stamm, der sich entschied, „Ruru“ genannt zu werden, eine neue Nation sollte kommen. 
Nach Yujiulü Mugulüs Tod folgte ihm sein Sohn Huylu-huy (Yujiulü Cheluhui) als Herrscher. Seine Regierung war von Nomadismus und Frieden geprägt.

## Auftritte
Er hatte einen rasierten Kopf mit einer Mähne, sein Haar reichte bis zu den Augenbrauen.

## Andere Namen zu Mugulü
- Mukhur (mongolisch: „rund, glatt“) – eine hypothetische Rekonstruktion des Namens durch den japanischen Forscher K. Shiratori.[4]
- Kur oder Kurt (mongolisch: Qur, Qurt, „Käfer; Wolf“) ist eine hypothetische Rekonstruktion von Haussigs Namen, basierend auf der Tatsache, dass Rouraner sein Wolfstotem betrachteten und einst „Hühner“ (Qur) genannt wurden.[5]

| Vorgänger | Amt                           | Nachfolger       |
| --------- | ----------------------------- | ---------------- |
| —         | Rouran-Stammeshäuptling 330–? | Yujiulü Cheluhui |